# Пекорино Сардо
Пекорино Сардо (итал. Pecorino Sardo) — твёрдый сыр семейства Пекорино из овечьего молока, традиционно производимый на итальянском острове Сардиния. Метод его приготовления был описан ещё в Одиссее Гомера. В 1991 году продукт получил национальный статус DOC (защита по наименованию места происхождения), а в 1996 — его общеевропейский аналог PDO. Выделяют два типа сардинского пекорино — мягкий или молодой (dolce), который вызревает от 20 до 60 дней, и твёрдый или зрелый (maturo), от двух до шести месяцев. Не следует отождествлять Пекорино Сардо с другим региональным сыром Фиоре Сардо (итал. Fiore Sardo). Методы их производства в целом схожи, но имеют ряд важных отличий (температура коагуляции, используемые сычужные ферменты, время копчения и прочие), влияющие на конечные вкусовые качества. В результате этого при сертификации в Европейской комиссии сыры были зарегистрированы как два разных продукта.

## Производство и использование
Пекорино Сардо изготавливают промышленным способом на пищевых предприятиях. Овечье молоко с различных ферм подвергается тепловой обработке до 39°С в течение 35-40 минут. Для коагуляции используется фермент из сычуга телят. Получившуюся творожную массу заливают в ёмкости, придающие будущему сыру его характерную форму. После кратковременной выдержки в рассоле продукт недолго коптят и оставляют созревать в холодных подвалах. Средний вес готовой головки составляет 3,5 кг, чуть больше или меньше в зависимости от условий производства. Цвет кожуры от тёмно-жёлтого до тёмно-коричневого, на срезе — от белого до соломенно-жёлтого цвета. Острота вкуса зависит от продолжительности созревания. Твёрдый сыр при почти полугодовой выдержке нуждается в регулярном контроле температуры и влажности. Головки молодого Пекорино Сардо имеют высоту до 11 сантиметров, диаметр до 18 сантиметров и традиционно маркируется этикетками зелёного цвета. Зрелый — 12 и 20 сантиметров соответственно, этикетки синие.
Вкус, в отличие от Пекорино Романо, ярче и глубже, хотя последний более пикантен и солон. Молодой сыр подают нарезанный в салатах, тёртым в запеканках. Зрелый натирают для приготовления соуса к макаронным изделиям. Оба вида хороши в качестве десерта с белыми сухими винами из винограда сорта верментино. К Pecorino Sardo dolce также рекомендуют молодое красное вино из винограда сорта гренаш, например, Cannonau di Sardegna, а к Pecorino Sardo maturo — вина с мускатными ароматами, сардинские Moscato di Sorso Sennori или Malvasia di Bosa.